# Lê Nam (nhà văn)
Lê Nam (sinh 1978) là một nhà văn gốc Việt sinh sống tại Úc gốc Việt và là một chủ bút của nguyệt san văn học Harvard Review. Bản thân mình là người thắng giải Dylan Thomas năm 2008.

## Thân thế
Địa điểm mà anh sinh là tại Rạch Giá, Kiên Giang. Cha anh là một quân nhân trong Quân lực Việt Nam Cộng hòa từng bị giam học tập cải tạo sau năm 1975 nên gia đình tìm cách vượt biên bằng đường biển sang đến Malaysia rồi định cư tại Úc. Đề tài này là một nguồn cảm hứng trong những tác phẩm của anh.
Anh tham gia thi tuyển và nhận bằng luật sư tại Úc.

## Đóng góp văn học
Năm 2008 anh thắng Giải Dylan Thomas (Dylan Thomas Prize) dành cho những tác phẩm Anh ngữ xuất sắc với tập truyện ngắn The Boat (Con Thuyền). Tựa của tập truyện này được lấy từ câu chuyện miêu tả cảnh ngộ của những thuyền nhân Việt Nam chạy trốn chế độ cộng sản sau năm 1975 tại Việt Nam. Ngoài một câu chuyện có tính tự truyện, tác giả cũng viết về nhiều nhân vật khác, như một bé gái ở Hiroshima, một kẻ ám sát ở Colombia, và một phụ nữ ở Tehran.
Trước đó tổ chức National Book Foundation tại Mỹ cũng tuyên dương tác giả là "5 Under 35", tức là 5 nhà văn trẻ dưới 35 tuổi có nhiều triển vọng đáng khen ngợi.
Cuốn The Boat ngoài ấn bản Anh ngữ còn có phiên bản tiếng Việt cùng được dịch sang tiếng Đức, Ý, Hòa Lan, Pháp, Phần Lan, và Tây Ban Nha.